# Distributed internet backup system
DIBS (сокр. от англ. Distributed Internet Backup System) — система резервного копирования данных путём обмена ими между компьютерами в Интернете. Используется принцип пиринговых сетей.
Целью проекта является предоставление простой в использовании, безопасной и надёжной системы резервного копирования. Философия DIBS основана на относительной дешевизне дискового пространства, а лозунг на сайте проекта гласит: «Резервное копирование тоже должно быть дешёвым».
Зеркалирование данных путём добавления в компьютер большего количества запоминающих устройств не является абсолютно надёжным, так как пожар, наводнение, скачок напряжения и иные события могут уничтожить данные, хранящиеся локально на одном компьютере. DIBS пересылает данные с одного компьютера на другой (и наоборот), так что в случае катастрофы, данные можно будет восстановить, взяв их с уцелевших компьютеров.
DIBS является системой резервного копирования, а не файлообменной системой вроде Napster или Gnutella. DIBS автоматически шифрует все передаваемые данные, поэтому компьютер, на котором находятся ваши данные, не имеет к ним доступа.